# 托雷河 (索查河支流)
托雷河是意大利的河流，位於該國東北部，屬於索查河的右支流，流經烏迪內省和戈里齊亞省，發源自朱利安阿爾卑斯山，流經塔爾琴托和雷亞納德爾羅亞萊。